# Barnacle Bill (1930)
Barnacle Bill es un corto estadounidense de animación de 1930, de la serie Talkartoons. En él aparece uno de los primeros diseños del personaje Betty Boop. Fue producido por los Estudios Fleischer y distribuido por Paramount Pictures. La fecha de su estreno fue el 31 de agosto de 1930.

## Argumento
Barnacle Bill es un marinero recién llegado a puerto. Tras desembarcar y consultar su agenda, marcha al domicilio de Nancy Lee. Una vez allí, entre ambos se produce un diálogo cantado, que es una versión de la famosa canción "Barnacle Bill". Mientras los dos están dentro de la casa, los vecinos cuchichean sobre lo que estarán haciendo. Al final, el capitán del barco descubre a Barnacle Bill, iniciándose una persecución que acaba con este bajo el mar, aunque en una situación inesperadamente ventajosa.